# Cattedrale della Presentazione di Cristo (Kalamata)
La cattedrale della Presentazione di Cristo (in greco Μητροπολιτικός Ναός Υπαπαντής του Χριστού?) è la cattedrale ortodossa di Calamata, nel Peloponneso, Grecia, e sede della metropolia di Messenia.
La chiesa della Presentazione di Cristo è stata fondata il 25 del gennaio 1860 e inaugurata il 19 dell'agosto 1873 dall'allora arcivescovo di Messenia Procopio Georgiadis. Un'iscrizione storica posta sulla pietra di fondazione, alla base del campanile di sud-ovest ricorda l'evento.